# Mehanizirane enote
Mehanizirane enote so vse pehotne vojaška enota, ki so opremljene z oklepnimi transporterji in/ali pehotnimi bojnimi vozili.
Mehanizirane enote so hibrid med oklepnimi in motoriziranimi enotami. Zaradi sodobnega hitrega, mobilnega tempa bojevanja so mehanizirane enote pomembne, saj lahko le na ta način pehota sledi oklepnim enotam in tako zagotavljajo pehotno podporo tankom.